# Weronika Pawłowicz
Weronika Pawłowicz (ur. 8 maja 1978 w Mińsku) – białoruska tenisistka stołowa, dwukrotna brązowa medalistka mistrzostw Europy. Członkini kadry narodowej i olimpijskiej Białorusi.
Jest siostrą bliźniaczką Wiktorii Pawłowicz, również tenisistki stołowej.